# SARS-CoV-2 델타 변이

2021년 7월 9일 기준 국가별 SARS-CoV-2 델타 변이에 감염된 감염자 수(GISAID 기준)
범례:
10,000명 이상 감염된 국가
5,000–9,999명이 감염된 국가
1,000–4,999명이 감염된 국가
100–999명이 감염된 국가
10–99명이 감염된 국가
1-9명이 감염된 국가
감염자가 없거나 데이터가 없는 국가

SARS-CoV-2 델타 변이(Delta variant) 또는 B.1.617.2 계통(Lineage B.1.617.2)은 B.1.617 계통 SARS-CoV-2의 변이 바이러스이다. 이 변이 바이러스는 2020년 10월 인도에서 처음으로 확인되었고, 기존 베타 변이, 알파 변이보다 감염률이 높아 전 세계적으로 빠르게 확산 중이였다.

## 돌연변이
| 유전자                   | 뉴클레오타이드 | 아미노산 |
| ------------------------ | -------------- | -------- |
| ORF1b                    |                | P314L    |
| ORF1b                    | P1000L         |          |
| 스파이크                 |                | G142D    |
| 스파이크                 | T19R           |          |
| 스파이크                 | R158G          |          |
| 스파이크                 | L452R          |          |
| 스파이크                 | T478K          |          |
| 스파이크                 | D614G          |          |
| 스파이크                 | P681R          |          |
| 스파이크                 | D950N          |          |
| 스파이크                 | E156del        |          |
| 스파이크                 | F157del        |          |
| M                        |                | I82T     |
| N                        |                | D63G     |
| N                        | R203M          |          |
| N                        | D377Y          |          |
| ORF3a                    |                | S26L     |
| ORF7a                    |                | V82A     |
| ORF7a                    | T120I          |          |
| 출처: CDC Covariants.org |                |          |

## 발생 및 확산
2020년 10월 인도에서 처음 발견되었고, 2021년 초부터 전 세계로 확산되기 시작하였다. 감염률이 높아 확진자와 화장실에서 신체 접촉 없이 단 14초만 같이 있었던 사람이 감염되기도 하였고, 백신을 접종하여 확진자가 감소하였던 나라에서도 델타 변이로 인해 코로나19 확진자가 증가세를 보였다. 인도네시아에서는 델타 변이로 코로나19 확진자가 급증하자 대한민국 교민들이 전세기를 타고 귀국하는 것을 추진 중이다. 대한민국에서 개발한 코로나19 치료제는 델타 변이에 효과가 적은 것으로 알려졌다. 세계 각국에서는 델타 변이를 막기 위해 다시 방역 조치를 강화하고 있다.

2021년 5월 31일 세계보건기구는 이 SARS-CoV-2 변이 바이러스를 SARS-CoV-2 델타 변이라고 이름지었다. 현지시간 2021년 6월 25일 세계보건기구는 델타 변이가 전 세계 최소 85개국으로 확산하였고, 지금까지 확인된 코로나19 변이 바이러스 중 전염성이 높은 바이러스라고 밝혔다.

## 변이

### 델타 플러스
델타 플러스 변이(Delta Plus variant)는 기존 델타 변이에서 한번 더 변이가 일어난 SARS-CoV-2의 변종으로, 기존 델타 변이보다 감염력이 높고, 확진자 옆만 지나가도 감염 될 수 있다. 인도 현지시간 기준 2021년 6월 22일 처음으로 보고되었고, 인도 보건당국은 이 변이를 우려 변이로 지정하였다. 대한민국에서는 2021년 8월 3일 처음으로 보고되었다.
2021년 8월 3일 국내에서 2명 확진 한명은 해외유입, 한명은 국내 감염 모두 옥스퍼드-아스트라제네카 코로나19 백신을 2차까지 접종완료, 이는 돌파감염 사례이다.
2021년 8월 31일 국내에서 총 7명 확진.
K417N 변이로 인해 백신의 효과가 크게 떨어지거나 무력화될 가능성이있다. 이 변이는 최근 인도에서 확진자가 많이 발생한탓에 SARS-CoV-2 델타 변이가 발생했고 변이에서 또 변이해 발생했다.

## 백신 예방 효과
- 화이자: 87.9%[23][24]
- 아스트라제네카: 59.8%[24]

## 통계
| 국가별 사례                    | 국가별 사례                                         | 국가별 사례                                | 국가별 사례                            | 국가별 사례      |
| 국가/지역                      | 델타 변이 확진자 수: (PANGOLIN) 2021년 9월 2일 기준 | 확진자 수 (GISAID) 2021년 11월 23일 기준   | 사례 (기타 출처) 2021년 11월 22일 기준 | 최초 확인일      |
| ------------------------------ | --------------------------------------------------- | ------------------------------------------ | -------------------------------------- | ---------------- |
| 영국                           | 239,594                                             | 826,465                                    | 1,303,449                              | 2021년 2월 22일  |
| 미국                           | 86,350                                              | 947,472                                    | 99.4% of cases                         | 2021년 2월 23일  |
| 캐나다                         | 1,411                                               | 62,008                                     | 164,056                                | 2021년 3월 15일  |
| 독일                           | 9,252                                               | 117,513                                    |                                        | 2021년 3월 1일   |
| 덴마크                         | 23,365                                              | 89,706                                     |                                        | 2021년 3월 8일   |
| 일본                           | 1,374                                               | 70,973                                     | 86,037                                 | 2021년 3월 28일  |
| 프랑스                         | 10,063                                              | 70,822                                     |                                        | 2021년 2월 21일  |
| 피지                           | -                                                   | 507                                        | 47,639                                 | 2021년 4월 19일  |
| 인도                           | 15,693                                              | 45,055                                     |                                        | 2020년 10월 5일  |
| 스웨덴                         | 5,587                                               | 37,773                                     |                                        | 2021년 3월 26일  |
| 이탈리아                       | 8,027                                               | 29,282                                     |                                        | 2021년 4월 2일   |
| 스페인                         | 6,443                                               | 28,257                                     |                                        | 2021년 4월 22일  |
| 벨기에                         | 4,942                                               | 31,611                                     |                                        | 2021년 3월 25일  |
| 포르투갈                       | 4,151                                               | 11,983                                     |                                        | 2021년 4월 5일   |
| 네덜란드                       | 7,886                                               | 27,870                                     |                                        | 2021년 4월 6일   |
| 남아프리카 공화국              | 2,582                                               | 10,619                                     | 4                                      | 2021년 4월 30일  |
| 멕시코                         | 3,110                                               | 17,710                                     |                                        | 2021년 4월 5일   |
| 아일랜드                       | 4,461                                               | 21,061                                     |                                        | 2021년 2월 26일  |
| 싱가포르                       | 2,727                                               | 7,510                                      |                                        | 2021년 2월 26일  |
| 러시아                         | 1,468                                               | 4,295                                      | 16                                     | 2021년 4월 21일  |
| 인도네시아                     | 1,623                                               | 4,980                                      |                                        | 2021년 4월 3일   |
| 스위스                         | 5,150                                               | 38,003                                     |                                        | 2021년 3월 29일  |
| 이스라엘                       | 2,460                                               | 12,259                                     | 41                                     | 2021년 4월 16일  |
| 오스트레일리아                 | 3,504                                               | 22,715                                     | 22,622                                 | 2021년 3월 16일  |
| 튀르키예                       | 5,489                                               | 50,578                                     | 5                                      | 2021년 4월 28일  |
| 오스트리아                     | 1,578                                               | 3,622                                      |                                        | 2021년 4월 17일  |
| 노르웨이                       | 1,241                                               | 12,130                                     | 1                                      | 2021년 4월 15일  |
| 보츠와나                       | 196                                                 | 912                                        | 2                                      | 2021년 4월 28일  |
| 방글라데시                     | 283                                                 | 1,273                                      | 9                                      | 2021년 4월 28일  |
| 카타르                         | 121                                                 | 1,343                                      |                                        | 2021년 4월 19일  |
| 콩고 민주 공화국               | 19                                                  | 228                                        | 5                                      | 2021년 5월 3일   |
| 핀란드                         | 1,570                                               | 8,733                                      | 2,876                                  | 2021년 3월 18일  |
| 폴란드                         | 491                                                 | 10,320                                     | 16                                     | 2021년 4월 26일  |
| 타이                           | 236                                                 | 4,293                                      | 2                                      | 2021년 4월 24일  |
| 네팔                           | 100                                                 | 238                                        | 9                                      | 2021년 4월 28일  |
| 룩셈부르크                     | 1,153                                               | 5,515                                      |                                        | 2021년 4월 15일  |
| 중국                           | 86                                                  | 536                                        |                                        | 2021년 4월 24일  |
| 바레인                         | 117                                                 | 2,013                                      |                                        | 2021년 4월 5일   |
| 뉴질랜드                       | 92                                                  | 2,844                                      | 107                                    | 2021년 3월 9일   |
| 앙골라                         | 6                                                   | 159                                        |                                        | 2021년 1월 14일  |
| 홍콩                           | 153                                                 | 10                                         |                                        | 2021년 4월 22일  |
| 대한민국                       | 706                                                 | 6,497                                      |                                        | 2021년 3월 26일  |
| 요르단                         | 5                                                   | 360                                        |                                        | 2021년 4월 21일  |
| 체코                           | 787                                                 | 8,487                                      |                                        | 2021년 4월 24일  |
| 그리스                         | 17                                                  | 2,642                                      |                                        | 2021년 3월 23일  |
| 과들루프                       | -                                                   | 362                                        |                                        | 2021년 3월 10일  |
| 아르헨티나                     | 4                                                   | 385                                        | 2                                      | 2021년 4월 24일  |
| 모로코                         | 3                                                   | 138                                        | 2                                      | 2021년 5월 3일   |
| 신트마르턴                     | -                                                   | 1,231                                      |                                        | 2021년 3월 19일  |
| 알제리                         | 17                                                  | 25                                         | 6                                      | 2021년 7월 28일  |
| 아루바                         | 90                                                  | 1,592                                      |                                        | 2021년 4월 16일  |
| 캄보디아                       | 171                                                 | 733                                        |                                        | 2021년 4월 5일   |
| 퀴라소                         | -                                                   | 467                                        |                                        | 2021년 4월 23일  |
| 키프로스                       | -                                                   | 1                                          | 4                                      | 2021년 5월 19일  |
| 아이티                         | -                                                   | 1                                          | (보고된 사례 없음)                     | 2021년 7월 27일  |
| 이란                           | 11                                                  | 21                                         | 3                                      | 2021년 5월 11일  |
| 케냐                           | 256                                                 | 1,700                                      | 5                                      | 2021년 7월 17일  |
| 키르기스스탄                   | -                                                   | -                                          | (보고된 사례 없음)                     | 2021년 5월 16일  |
| 말레이시아                     | 146                                                 | 3,624                                      |                                        | 2021년 4월 10일  |
| 나이지리아                     | 36                                                  | 1,795                                      | 1                                      | 2021년 8월 7일   |
| 파나마                         | -                                                   | 1                                          | 1                                      | 2021년 4월 29일  |
| 루마니아                       | 294                                                 | 4,655                                      |                                        | 2021년 4월 26일  |
| 레위니옹                       | 54                                                  | 754                                        |                                        | 2021년 5월 4일   |
| 슬로베니아                     | -                                                   | 13,439                                     |                                        | 2021년 4월 20일  |
| 스리랑카                       | 117                                                 | 984                                        | 1                                      | 2021년 4월 30일  |
| 우간다                         | 134                                                 | 340                                        | 1                                      | 2021년 3월 26일  |
| 필리핀                         | 870                                                 | 3,220                                      | 7,038                                  | 2021년 5월 11일  |
| 우즈베키스탄                   | 30                                                  | 47                                         | (number unreported)                    | 2021년 6월 25일  |
| 베트남                         | 54                                                  | 1,414                                      | 12                                     | 2021년 4월 18일  |
| 브라질                         | 437                                                 | 17,987                                     | 1051                                   | 2021년 5월 20일  |
| 괌                             | -                                                   | 14                                         |                                        | 2021년 4월 26일  |
| 가나                           | 101                                                 | 522                                        |                                        | 2021년 4월 20일  |
| 파키스탄                       | 49                                                  | 676                                        |                                        | 2021년 5월 16일  |
| 리투아니아                     | 899                                                 | 9,070                                      | 1                                      | 2021년 6월 17일  |
| 크로아티아                     | 479                                                 | 6,165                                      |                                        | 2021년 6월 11일  |
| 모나코                         | 34                                                  | 70                                         |                                        | 2021년 5월 15일  |
| 말라위                         | 5                                                   | 213                                        |                                        | 2021년 4월 30일  |
| 슬로바키아                     | 353                                                 | 7,146                                      |                                        | 2021년 6월 15일  |
| 미얀마                         | 12                                                  | 33                                         |                                        | 2021년 6월 1일   |
| 바베이도스                     | 3                                                   | 23                                         |                                        | 2021년 5월 24일  |
| 쿠웨이트                       | 108                                                 | 191                                        |                                        | 2021년 6월 5일   |
| 조지아                         | 19                                                  | 272                                        |                                        | 2021년 5월 15일  |
| 몰타                           | 42                                                  | 63                                         |                                        | 2021년 6월 23일  |
| 세네갈                         | 13                                                  | 93                                         |                                        | 2021년 5월 6일   |
| 페루                           | 6                                                   | 2,580                                      |                                        | 2021년 6월 10일  |
| 모리셔스                       | 15                                                  | 67                                         |                                        | 2021년 5월 8일   |
| 칠레                           | 64                                                  | 5,858                                      |                                        | 2021년 6월 13일  |
| 중화민국                       | 3                                                   | 15                                         |                                        | 2021년 6월 14일  |
| 불가리아                       | 231                                                 | 4,614                                      |                                        | 2021년 4월 5일   |
| 앵귈라                         | -                                                   | 8                                          |                                        | 2021년 4월 20일  |
| 알바니아                       | 11                                                  | 11                                         |                                        | 2021년 7월 13일  |
| 아제르바이잔                   | -                                                   | 2                                          |                                        | 2021년 7월 14일  |
| 보스니아 헤르체고비나          | 31                                                  | 430                                        |                                        | 2021년 7월 26일  |
| 보네르섬                       | -                                                   | 458                                        |                                        | 2021년 7월 13일  |
| 부룬디                         | 3                                                   | 57                                         |                                        | 2021년 5월 31일  |
| 콜롬비아                       | -                                                   | 974                                        |                                        | 2021년 7월 3일   |
| 코스타리카                     | 35                                                  | 689                                        |                                        | 2021년 7월 7일   |
| 크림반도                       | -                                                   | 21                                         |                                        | 2021년 7월 1일   |
| 에콰도르                       | 89                                                  | 1,023                                      |                                        | 2021년 7월 20일  |
| 감비아                         | 42                                                  | 316                                        |                                        | 2021년 7월 12일  |
| 프랑스령 기아나                | 53                                                  | 264                                        |                                        | 2021년 7월 22일  |
| 코소보                         | -                                                   | 834                                        |                                        | 2021년 5월 2일   |
| 라트비아                       | 22                                                  | 73                                         |                                        | 2021년 5월 27일  |
| 레바논                         | -                                                   | 80                                         |                                        | 2021년 7월 3일   |
| 몰디브                         | 6                                                   | 525                                        |                                        | 2021년 7월 31일  |
| 몰도바                         | 11                                                  | 11                                         |                                        | 2021년 7월 6일   |
| 나미비아                       | -                                                   | 110                                        |                                        | June 2021        |
| 북마케도니아                   | 6                                                   | 38                                         |                                        | 2021년 7월 11일  |
| 오만                           | 8                                                   | 159                                        |                                        | 2021년 5월 17일  |
| 파라과이                       | 4                                                   | 100                                        |                                        | 2021년 7월 8일   |
| 세르비아                       | 5                                                   | 33                                         |                                        | 2021년 7월 6일   |
| 틀:나라자료 쇠데르만란드       | -                                                   | 1                                          |                                        | 2021년 7월 7일   |
| 남수단                         | -                                                   | 29                                         |                                        | 2021년 6월 7일   |
| 튀니지                         | -                                                   | 1                                          |                                        | 2021년 5월 21일  |
| 아랍에미리트                   | -                                                   | 28                                         |                                        | 2021년 6월 23일  |
| 우크라이나                     | 13                                                  | 170                                        |                                        | 2021년 6월 24일  |
| 틀:나라자료 베스트라예탈란드주 | -                                                   | 86                                         |                                        | 2021년 7월 19일  |
| 잠비아                         | 82                                                  | 326                                        |                                        | 2021년 5월 29일  |
| 동티모르                       | -                                                   | -                                          | 12                                     | 2021년 8월 8일   |
| 베네수엘라                     | -                                                   | 1                                          |                                        | 2021년 7월 7일   |
| 북마리아나 제도                | 2                                                   | 19                                         |                                        | 2021년 7월 7일   |
| 콩고 공화국                    | -                                                   | 87                                         |                                        | 2021년 7월 15일  |
| 도미니카 공화국                | -                                                   | 14                                         |                                        | 2021년 5월 3일   |
| 이라크                         | 2                                                   | 13                                         |                                        | 2021년 4월 27일  |
| 르완다                         | 91                                                  | 283                                        |                                        | 2021년 7월 9일   |
| 리히텐슈타인                   | -                                                   | 95                                         |                                        | 2021년 7월 15일  |
| 에스토니아                     | -                                                   | 2,740                                      |                                        | 2021년 7월 21일  |
| 과테말라                       | 4                                                   | 302                                        |                                        | 2021년 7월 29일  |
| 안도라                         | -                                                   | 25                                         |                                        | 2021년 7월 17일  |
| 수리남                         | -                                                   | 150                                        |                                        | 2021년 8월 3일   |
| 헝가리                         | -                                                   | -                                          | 14                                     | 2021년 7월 22일  |
| 마르티니크                     | 8                                                   | 365                                        |                                        | 2021년 8월 10일  |
| 아이슬란드                     | -                                                   | 3,767                                      |                                        | 2021년 8월 30일  |
| 지브롤터                       | -                                                   | 848                                        |                                        | 2021년 9월 5일   |
| 모잠비크                       | -                                                   | 314                                        |                                        | 2021년 7월 16일  |
| 몬테네그로                     | -                                                   | 178                                        |                                        | 2021년 8월 8일   |
| 자메이카                       | -                                                   | 10                                         |                                        | 2021년 7월 23일  |
| 에티오피아                     | -                                                   | 424                                        |                                        | 2021년 8월 16일  |
| 파푸아뉴기니                   | -                                                   | 717                                        |                                        | 2021년 8월 10일  |
| 온두라스                       | -                                                   | 2                                          |                                        | 2021년 7월 31일  |
| 이집트                         | -                                                   | 98                                         |                                        | 2021년 7월 15일  |
| 몬트세랫                       | -                                                   | 7                                          |                                        | 2021년 8월 1일   |
| 라이베리아                     | -                                                   | 56                                         |                                        | 2021년 7월 10일  |
| 앤티가 바부다                  | -                                                   | 57                                         |                                        | 2021년 8월 6일   |
| 아르메니아                     | -                                                   | 50                                         |                                        | 2021년 8월 5일   |
| 브루나이                       | -                                                   | 28                                         |                                        | 2021년 8월 17일  |
| 영국령 버진아일랜드            | -                                                   | 5                                          |                                        | 2021년 7월 27일  |
| 케이맨 제도                    | -                                                   | 37                                         |                                        | 2021년 7월 30일  |
| 중앙 아프리카 공화국           | -                                                   | 17                                         |                                        |                  |
| 가봉                           | -                                                   | 27                                         |                                        | 2021년 8월 2일   |
| 그레나다                       | -                                                   | 3                                          |                                        | 2021년 7월 26일  |
| 세인트루시아                   | -                                                   | 7                                          |                                        | 2021년 7월 26일  |
| 세인트빈센트 그레나딘          | -                                                   | 2                                          |                                        | 2021년 8월 8일   |
| 토고                           | -                                                   | 130                                        |                                        | 2021년 7월 31일  |
| 트리니다드토바고               | -                                                   | 114                                        |                                        | 2021년 8월 3일   |
| 터크스 케이커스 제도           | -                                                   | 4                                          |                                        | 2021년 7월 12일  |
| 짐바브웨                       | -                                                   | 96                                         |                                        | 2021년 7월 26일  |
| 부르키나파소                   | -                                                   | 21                                         |                                        | 2021년 4월 21일  |
| 아프가니스탄                   | -                                                   | 20                                         |                                        | 2021년 5월 24일  |
| 벨리즈                         | -                                                   | 98                                         |                                        | 2021년 6월 30일  |
| 생바르텔레미                   | -                                                   | 7                                          |                                        | 2021년 8월 17일  |
| 말리                           | -                                                   | 2                                          |                                        | 2021년 8월 11일  |
| 베냉                           | -                                                   | 47                                         |                                        | 2021년 7월 23일  |
| 적도기니                       | -                                                   | 14                                         |                                        | 2021년 8월 30일  |
| 미국령 버진아일랜드            | -                                                   | 247                                        |                                        | 2021년 8월 18일  |
| 푸에르토리코                   | -                                                   | 1,360                                      |                                        | 2021년 9월 9일   |
| 시에라리온                     | -                                                   | 22                                         |                                        | 2021년 9월 8일   |
| 몽골                           | -                                                   | 1                                          |                                        | 2021년 9월 23일  |
| 엘살바도르                     | -                                                   | 2                                          |                                        | 2021년 8월 2일   |
| 코모로                         | -                                                   | 11                                         |                                        | 2021년 10월 26일 |
| 사우디 아라비아                | -                                                   | 2                                          |                                        | 2021년 9월 9일   |
| 동티모르                       | -                                                   | 33                                         |                                        | 2021년 8월 8일   |
| 마요트                         | -                                                   | 27                                         |                                        | 2021년 10월 21일 |
| 바하마                         | -                                                   | 38                                         |                                        | 2021년 8월 8일   |
| 에스와티니                     | -                                                   | 81                                         |                                        | 2021년 7월 26일  |
| 기니비사우                     | -                                                   | 62                                         |                                        |                  |
| 카자흐스탄                     | -                                                   | 167                                        |                                        | 2021년 8월 19일  |
| 카메룬                         | -                                                   | 282                                        |                                        | 2021년 9월 28일  |
| 세이셸                         | -                                                   | 407                                        |                                        | 2021년 9월 30일  |
| 전 세계 (179개국)              | 총합: 471,067 (B.1.617.2 단독)                      | 총합: 2,768,050 (B.1.617.2+AY.1+AY.2+AY.3) | 총합: 1,502,502                        |                  |

## 같이 보기
- SARS-CoV-2 변이주